# Immeuble au 9, rue Espariat à Aix-en-Provence
L'immeuble au 9, rue Espariat à Aix-en-Provence est un immeuble situé à Aix-en-Provence sur la place d'Albertas. 

## Histoire
Dans le cadre de la protection de la place d'Albertas, les façades et toitures donnant sur la place et sur la rue Espariat du monument font l'objet d'un classement au titre des monuments historiques par arrêté du 21 juillet 2000.